# Moti Lerner
Moti Lerner (hebrejsky: מוטי לרנר, narozen 16. září 1949) je izraelský dramatik a scenárista.

## Biografie
Narodil se ve městě Zichron Ja'akov nedaleko Haify. Jeho praprarodiče přišli na území dnešního Izraele v rámci první aliji v roce 1882 a pocházeli z Rumunska a Ruska. V letech 1967 až 1970 studoval matematiku a fyziku na Hebrejské univerzitě v Jeruzalémě a v roce 1975 začal na téže univerzitě studovat divadelní tvorbu.
V letech 1977 až 1978 založil a řídil experimentální divadlo Maduga, které bylo součástí Jeruzalémského divadla. Následně byl až do roku 1984 dramaturgem a ředitelem jeruzalémského divadla Chan. V roce 1984 se přestěhoval do Tel Avivu a začal psát divadelní hry a filmové scénáře. Od roku 1986 vyučuje drama a v letech 1992 až 2007 vyučoval politické drama na Telavivské univerzitě. V 90. letech a prvním desetiletí 21. století byl hostujícím profesorem na řadě světových univerzit (např. Duke University). Lerner se stal izraelským průkopníkem na poli radikálního politického dramatu a jedním z hlavních tvůrců dokumentárního dramatu v Izraeli. Ve svých divadelních hrách a dokumentárních televizních seriálech volí často kontroverzní témata mezi něž patří například Kastnerův proces, Aféra autobusu č. 300, atentát na Jicchaka Rabina, okupace palestinských území, morální étos izraelské společnosti atp.
V roce 1994 například Giora Seneš požadoval u Nejvyššího soudu vystřižení kontroverzní části epizody Lernerova dokumentárního dramatu Kastnerův proces, vysílaného na televizní stanici Kanál 1. Postava Rudolfa Kastnera v ní totiž tvrdila, že za uvěznění Jo'ela Palgiho a Perece Goldsteina mohla ve skutečnosti Senešova sestra Chana, která se při výslechu měla zhroutit. Argumentoval tím, že jde o pomluvu a urážku na cti. Lerner se hájil poukazem na uměleckou svobodu vyjadřování. Přestože se nakonec soud přiklonil na stranu Lernera s odůvodněním, že „dramatická fikce založená na historických událostech nemusí korespondovat s historickou pravdou“, televize se rozhodla scénu z dokumentu vystřihnout. Lernerova hra The Murder of Isaac o vraždě izraelského premiéra Jicchaka Rabina, která měla premiéru v německém Heilbronn nebyla dodnes (k roku 2012) v Izraeli inscenovaná a řada izraelských divadelních scén odmítá Lernerova kontroverzní díla.

## Ocenění
Za své dílo se však dočkal několika ocenění:
- 1985 – Nejlepší divadelní hra za hru Kastner[3]
- 1994 – Cena za nejlepší televizní drama za Kastnerův proces
- 1995 – Cena izraelského ministerského předsedy pro spisovatele[1]
- 2002 – Nejlepší jednoaktová hra za Coming Home
- 2004 – Ofirova cena v kategorii Nejlepší televizní film za The Silence of the Sirens[4]